# Israil Arsamakov
Israil Magomedgirejevitj Arsamakov, född 8 februari 1962 i Groznyj, Autonoma republiken Tjetjenien-Ingusjien, Sovjetunionen, är en före detta sovjetisk tyngdlyftare.
Arsamakov blev olympisk guldmedaljör i 82,5-kilosklassen i tyngdlyftning vid sommarspelen 1988 i Seoul.